# Adrian Boothroyd
Adrian Neil „Aidy“ Boothroyd (* 8. Februar 1971 in Bradford) ist ein englischer Fußballtrainer und ehemaliger -spieler. Er ist derzeit Trainer der englischen U21-Nationalmannschaft. Zuvor trainierte er den englischen Viertligaverein Northampton Town und war er mit dem FC Watford in der Saison 2006/07 der jüngste sportliche Leiter in der Premier League.

## Spielerlaufbahn
Als Fußballspieler war Boothroyd zumeist als Außenverteidiger – abgesehen von einem rund einjährigen Aufenthalt beim schottischen Erstligisten Heart of Midlothian – in den unteren englischen Profiligen aktiv. Seine Vereinsstationen war dabei Huddersfield Town, Bristol Rovers, Mansfield Town und Peterborough United. Verletzungsbedingt musst er dann im Alter von nur 26 Jahren seine aktive Laufbahn vorzeitig beenden.

## Trainerlaufbahn
Nach dem Ende seiner Spielerkarriere wurde er bei Peterborough United Nachwuchstrainer der U-17-, U-19- und Reservemannschaft des Vereins. Dort machte er sich mit seinem guten taktischen Verständnis und einer großen Antriebskraft einen Namen und wechselte im Jahr 2001 zu Norwich City, um dort das Training der dortigen Jugendmannschaft unter Nigel Worthington zu leiten. Nach zwei Jahren an der Carrow Road besetzte er fortan bei West Bromwich Albion die Position des technischen Direktors der Jugendakademie und wechselte im Jahr 2004 zu Leeds United, um das Trainerassistent für die Profimannschaft zu werden. Nach nur einem weiteren Jahr wurde er im Alter von nur 34 Jahren im März 2005 als Cheftrainer des FC Watford verpflichtet.
Der FC Watford befand sich zu diesem Zeitpunkt in einer prekären Lage in der zweitklassigen Football League Championship und nicht wenige Anhänger und Experten waren überrascht von der Entscheidung der Vereinsleitung, einen unerfahrenen und jungen Trainer in dieses Amt zu berufen. Vielmehr wurde aufgrund der existentiellen Abstiegsbedrohung ein erfahrener sportlicher Leiter bevorzugt. Das Präsidium stand jedoch nachhaltig hinter dieser Entscheidung und die Installation von Boothroyd sollte den Verein fortan in eine neue Ära führen. Nach dem sichergestellten Klassenerhalt erhielt der junge Trainer aus den Reihen der Anhänger dann auch schnell die notwendige Rückendeckung.
Bereits zu Beginn der Saison 2005/06 erklärte Boothroyd öffentlich, dass sein Ziel der Aufstieg in die Premier League sei. Obwohl dieses Vorhaben als unrealistisch angesehen wurde, sorgten konstant gute Saisonleistungen dafür, dass das Selbstvertrauen im Verein stetig anwuchs und am Ende ein Platz erreicht wurde, der die Teilnahme an den Play-off-Spielen zum Erstligaaufstieg garantierte. Dort schlug Boothroyd mit seiner Mannschaft nach Hin- und Rückspiel zunächst Crystal Palace und stand dann im Finale dem Klub Leeds United gegenüber, für den er noch kurz zuvor als Kotrainer gearbeitet hatte. Dort konnte Watford durch einen überraschend hohen 3:0-Sieg dann tatsächlich in die englische Eliteklasse aufsteigen. Der Grund für diesen Höhenflug wurde von vielen Experten nahezu ausschließlich in der Trainerarbeit von Boothroyd gesehen, da es ihm gelang, einer Mannschaft Selbstvertrauen einzuverleiben, über das diese noch ein Jahr zuvor nicht verfügt hatte. Obwohl der Verein in der Saison 2006/07 als Tabellenletzter sofort wieder in die Zweitklassigkeit zurückkehren musste, verlängerte die Klubführung den Vertrag mit Boothroyd und erhielt im Oktober 2007 die Auszeichnung zum besten Zweitligatrainer des Monats. Nachdem der direkte Wiederaufstieg in der Saison 2007/08 aber misslang und auch der Saisonstart in der Spielzeit 2008/09 durchwachsen verlief, einigte sich Boothroyd mit dem FC Watford über eine vorzeitige Vertragsauflösung.
Am 2. September 2009 wurde Boothroyd neuer Trainer des Drittligisten Colchester United und Nachfolger des Schotten Paul Lambert.
Zu Beginn der Football League Championship 2010/11 übernahm er den Trainerposten beim Zweitligisten Coventry City, wurde aber im März 2011 wieder entlassen. Im November 2011 übernahm er den Viertligisten Northampton Town, bei dem er 2013 entlassen wurde.
Ab 2014 war Boothroyd für zunächst ein Jahr Trainer der englischen U20-Nationalmannschaft und übernahm anschließend die U19-Auswahl, mit der er im Juli 2016 bei der U19-Europameisterschaft in Deutschland das Halbfinale erreichte. Im September 2016 betreute er in zwei Länderspielen nochmals das U20-Team und ist seit Oktober jenes Jahres für die englische U21 verantwortlich. Auch mit der U21 erreichte er ein kontinentales Halbfinale, bei der EM 2017 in Polen scheiterte England aber im Elfmeterschießen am späteren Turniersieger Deutschland, vom Evening Standard aufgrund der fast schon sprichwörtlichen Schwäche englischer Teams vom Elfmeterpunkt als „too familiar story“ (allzu vertraute Geschichte) bezeichnet. Zwei Jahre später, diesmal fand die Europameisterschaft in Italien und San Marino statt, war für Boothroyd und seine Schützlinge dann bereits in der Vorrunde Endstation.